# Upplands runinskrifter 921
Upplands runinskrifter 921 är en vikingatida runsten av ljus granit i Holmsta, Jumkils socken och Uppsala kommun. Runstenen är 1,7 meter hög, 1,4 meter bred (vid basen) och 0,25 meter tjock. Runhöjden är mellan 6 och 7 centimeter. Ristningen vetter mot väst-sydväst och är skadad i toppartiet. Stenen flyttades något vid vägomläggningen år 1952.

## Inskriften
Translitterering av runraden:
saikair ' lit hakua ' s[t(a)in at una × s]un sin '
Normalisering till runsvenska:
Sægæiʀʀ let haggva stæin at Una/Unna, sun sinn.
Översättning till nusvenska:
Säger lät hugga stenen efter Une, sin son.
Namnet saikair är  sällsynt, det finns bara belagt på Sö 63:  saikiR. Namnet Uni eller Unni finns på U 88, U 160 och U 409.